# Kaumpuli
Kaumpuli, u Bagandów z Ugandy bóg dżumy.
Jego największa świątynia znajduje się w Bulemezi, gdzie ma przebywać w dole przykryty liśćmi bananowców, skórami dzikich kotów oraz kamieniami, co ma zapewniaś mniejsze możliwości oddziaływania na ludzi.